# Thomas Krammer
Thomas Krammer (* 18. Februar 1983 in Judenburg) ist ein ehemaliger österreichischer Fußballspieler auf der Position eines Mittelfeldspielers, der heute unter anderem als Fußballtrainer tätig ist.

## Karriere
Thomas Krammer wurde am 18. Februar 1983 in Judenburg geboren und wuchs in Pöls auf. Hier besuchte er von 1989 bis 1993 die Volksschule und danach von 1993 bis 1997 die Technische Hauptschule. Ebenfalls 1989 begann Krammer bei seinem Heimatverein, dem FSC Pöls, vereinsmäßig Fußball zu spielen. Nach guten Leistungen bei Pöls wechselte er nach seinem Hauptschulabschluss in die Jugendabteilung des SK Sturm Graz. In Graz besuchte er in weiterer Folge von 1997 bis 2002 das Sport-BORG und war von 1997 bis 2001 im Bundesnachwuchszentrum (BNZ) Sturm Graz aktiv, ehe er den Sprung in die Amateurmannschaft der Grazer schaffte. 2003 schaffte er den Sprung in den Profibereich und hatte ebenfalls in diesem Jahr von April bis November seinen Grundwehrdienst beim Bundesheer absolviert. Seine Position ist entweder die des rechten Verteidigers bzw. die des rechten Mittelfeldspielers. In der Saison 2007/08 konnte er sich als Stammspieler profilieren.
Am 7. Mai 2008 wechselte Thomas Krammer von Sturm Graz ablösefrei für zwei Jahre zur Wiener Austria, wo er sich sofort als Stammspieler etablieren konnte. In dieser Saison konnte Krammer sogar mit den Violetten Pokalsieger werden, jedoch wurde er im Finale nicht eingesetzt. Nachdem er bei Trainer Karl Daxbacher in Ungnade gefallen war und in der Herbstsaison 2009 nur zu drei Einsätzen gekommen war, wechselte er im Winter 2009/10 zum österreichischen Zweitligisten FC Admira Wacker Mödling.
Im Sommer 2010 wechselte er zurück in die Bundesliga zum LASK Linz. Sein dortiges Gastspiel dauerte aber gerade einmal fünf Monate, da Trainer Georg Zellhofer, welcher erst im November 2010 den Trainerposten bei den Linzern übernommen hatte, nicht mehr mit dem Steirer plante und ihm nahelegte, sich einen neuen Verein zu suchen. 
Am 18. Jänner 2011 wurde bekannt, dass Thomas Krammer beim Erste Liga Klub SV Grödig einen Vertrag bis 2012 unterschrieben hat. Nach zwei Saisonen bei den Salzburgern, in denen er zumeist in der Startelf aufgeboten wurde, wechselte er nach Ablauf seines Vertrages ablösefrei zum FC Pasching in die Regionalliga Mitte. Im Sommer 2014 ging Pasching eine Spielgemeinschaft mit den LASK Amateuren ein, woraufhin viele Routiniers keinen neuen Vertrag mehr bekamen. Erneut ablösefrei, unterschrieb Thomas Krammer beim oberösterreichischen Traditionsklub SK Vorwärts Steyr, der ebenfalls in der Regionalliga Mitte spielt, einen Zweijahresvertrag. Im Jänner 2016 wechselte er ligaintern zum steirischen Verein SC Kalsdorf.
Im Sommer 2016 kehrte Krammer zu seinem Jugendverein FSC Pöls heim. Neben seinem Engagement als Spieler trat er auch als Co-Trainer der Mannschaft in Erscheinung. Noch in der ersten Spielzeit bei seinem Heimatverein wurde er mit den Pölsern Vizemeister der siebentklassigen Gebietsliga Mur und schaffte über die Relegation den Aufstieg in die sechstklassige Unterliga Nord B. Dort war er in weiterer Folge noch zwei Spielzeiten aktiv und beendete am Ende der Saison 2018/19 seine Karriere als Aktiver, blieb dem Verein jedoch weiterhin als Co-Trainer erhalten und machte in ebendieser Zeit seine Prüfungen für die Lizenz als Kindertrainer. Als solcher war er in weiterer Folge einige Zeit bei den Pölsern tätig.

## Erfolge
- Österreichischer Cupsieger: 2008/09, 2012/13